# Cochapata
Cochapata ist eine Ortschaft und eine Parroquia rural („ländliches Kirchspiel“) im Kanton Nabón der ecuadorianischen Provinz Azuay. Die Parroquia besitzt eine Fläche von 121,8 km². Die Einwohnerzahl lag im Jahr 2010 bei 3072. Die Parroquia wurde am 10. April 1863 gegründet.

## Lage
Die Parroquia Cochapata wird im Westen vom Oberlauf des Río León sowie im Südwesten von dessen linken Nebenfluss Río Udushapa begrenzt. Der Hauptort Cochapata liegt auf einer Höhe von etwa 2680 m knapp 6 km südsüdwestlich vom Kantonshauptort Nabón. Entlang der östlichen Verwaltungsgrenze verläuft der Hauptkamm der Cordillera Real sowie die kontinentale Wasserscheide.
Die Parroquia Cochapata grenzt im Norden an die Parroquia Nabón, im äußersten Nordosten an die Parroquia San Miguel de Cuyes (Kanton Gualaquiza, Provinz Morona Santiago), im Osten an die Parroquia Tutupali (Kanton Yacuambi, Provinz Zamora Chinchipe), im Süden an die Parroquia San Felipe de Oña (im gleichnamigen Kanton), im Westen an die Parroquia Susudel (ebenfalls im Kanton San Felipe de Oña) sowie im Nordwesten an die Parroquia Las Nieves.

## Dumapara
Zwischen Cochapata und Nabón befindet sich bei der Comunidad Chalcay der archäologische Fundplatz Dumapara. Dort wurden Tonscherben, Töpfe, Gefäße und Krüge sowie Keramikreste und Knochen aus der Zeit der Kañari gefunden.

## Ökologie
Im Osten des Verwaltungsgebietes befindet sich ein Teil des 570,43 km² großen am 29. April 2010 geschaffenen Schutzgebietes "Área de Bosque y Vegetación Protectora de la Subcuenca Alta del río León y Microcuencas de los ríos San Felipe de Oña y Shincata".